# Saale-Elster-Sandsteinplatte
Saale-Elster-Sandsteinplatte bezeichnet einen Teil der südöstlichen Einrahmung des Thüringer Beckens zwischen der Saale im Westen und der Weißen Elster im Osten in Ostthüringen und einem geringen Anteil im südlichen Sachsen-Anhalt. Geologisch besteht sie überwiegend aus Buntsandstein und stellt nach dem Handbuch der naturräumlichen Gliederung Deutschlands die Haupteinheit 471 der Haupteinheitengruppe Thüringer Becken (mit Randplatten) dar.
Zu unterscheiden ist die Saale-Elster-Platte im engeren Sinne, die im Westen bis an das Saaletal reicht, von der geologische Platte, welche auch die linksaalische Buntsandsteinabdachung der Ilm-Saale-Platte umfasst (Saale-Elster-Platte im erweiterten Sinn). Dieser Artikel beschreibt den rechtssaalischen Teil.

## Geographische Lage
Die ca. 916 km² einnehmende Saale-Elster-Sandsteinplatte erstreckt sich über die Thüringer Landkreise Greiz, Saale-Holzland, Saalfeld-Rudolstadt, Saale-Orla sowie die kreisfreie Stadt Gera bis in den südlichen Burgenlandkreis in Sachsen-Anhalt. Sie liegt zwischen den städtischen Zentren Saalfeld im Südwesten, Jena im Nordwesten, Zeitz im Nordosten und Gera im Osten.
Wichtigste Teillandschaften sind das waldreiche Holzland im Zentrum und die südwestlich angrenzende Heide. Im Nordosten überschreitet die Landschaft das Weiße Elstertal.

## Naturräumliche Zuordnung

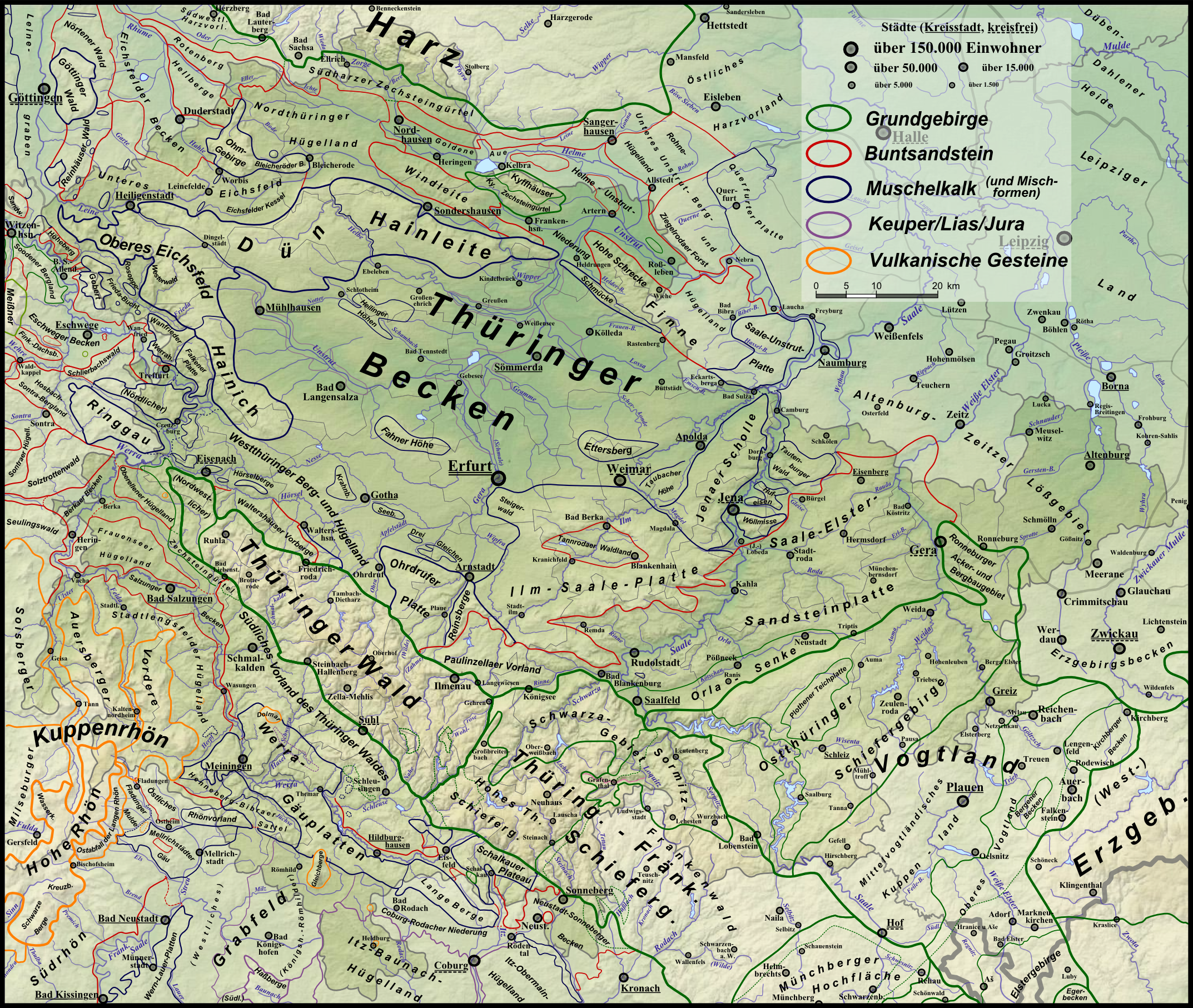
Lage der Saale-Elster-Sandsteinplatte innerhalb des Thüringer Beckens (mit Randplatten)

Die Saale-Elster-Sandsteinplatte wird naturräumlich nach dem Handbuch wie folgt zugeordnet:
- (zu 47/48 Thüringer Becken (mit Randplatten))
  - 471 Saale-Elster-Sandsteinplatte
    - (Rudolstädter) Heide
    - Holzland
    - Nordostteil
    - (linkssaalischer Teil)

Sie wird von folgenden Landschaften und Naturräumen eingegrenzt:
- Mittleres Saaletal mit der dahinter liegenden Ilm-Saale-Platte im Westen
- Jenaer Scholle im Nordwesten
- Altenburg-Zeitzer Lößgebiet im Nordosten
- Orlasenke und Nordabdachung des Ostthüringer Schiefergebirges im Süden

### Zuordnung nach TLUG
Die Thüringer Landesanstalt für Umwelt und Geologie (TLUG) verfügt über die eigene, thüringeninterne Gliederung Die Naturräume Thüringens, innerhalb derer die Landschaft als Einheit 2.6 Saale-Sandsteinplatte geführt wird.
Hier wird unter geologischen Gesichtspunkten die links der Saale liegende Buntsandsteinabdachung der Ilm-Saale-Platte hinzugerechnet und nimmt auf Thüringen begrenzt eine Fläche von 1044 km² ein.

## Geologie

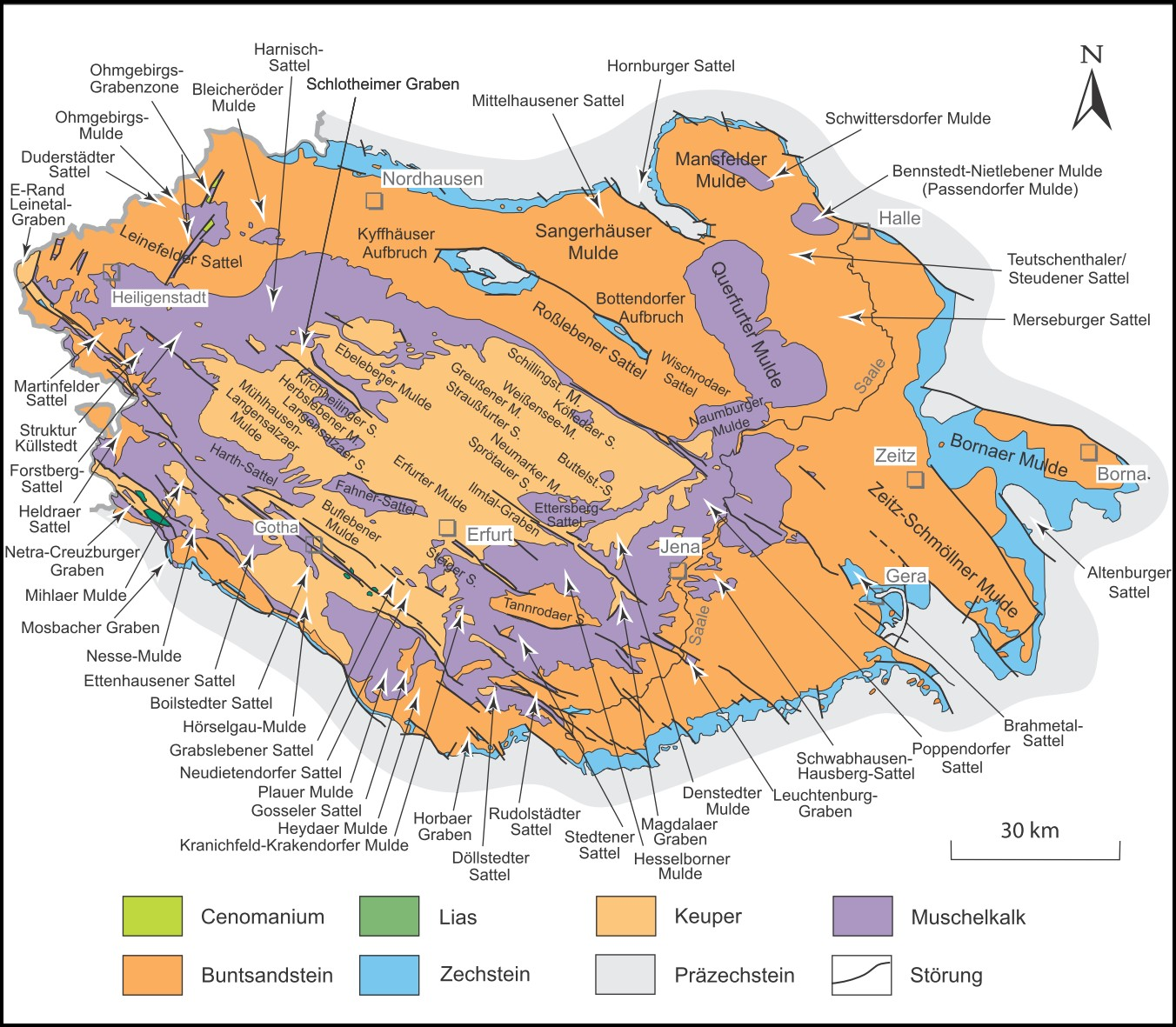
Geologische Struktur des Thüringer Beckens mit den Triasgesteinen Keuper (im Inneren), Muschelkalk (Randplatten) und Buntsandstein (äußere Umrahmung)

Die Saale-Elster-Sandsteinplatte besteht als relativ homogene Platte aus Mittleren und Unteren Buntsandstein. Lediglich im Bereich kleinerer Störungszonen bei Kahla (Leuchtenburg, Dohlenstein) und Saalfeld (Kulm) überragt Muschelkalk die Sandsteinplatten. Bei Gera tritt wie am gesamten südlichen Rand Zechstein und Dolomit zu Tage. Teile der Landschaft sind von sandigen Lehmböden bedeckt und nach Norden am fließenden Übergang zur Leipziger Tieflandsbucht nimmt die Lößbedeckung deutlich zu.

## Natur
Die von West nach Ost von 450 m auf 300 m abfallende Sandsteinplatte wird durch zahlreiche Flüsse ((Untere) Orla, Roda, Saarbach, Rauda, Erlbach) stark gegliedert. Während die nördlichen Teile noch einen stärkeren Plateaucharakter aufweisen, sind die südlichen Landschaftsteile durch tiefe und steilere Täler gekennzeichnet. Große Teile dieser Landschaft sind wegen der minderen Qualität der Böden bewaldet (überwiegend Kiefer- und Fichtenforste), Tallagen und einige Hochflächen werden aber auch landwirtschaftlich genutzt.

## Berge
Nachfolgend die höchsten Berge und Gipfel der Höhe nach geordnet:
- Kulm (481,9 m), Zeugenberg nördlich von Saalfeld
- Johannihut (450,5 m), nördlich von Oberelle
- Pfannberg (427,9 m), nördlich von Neustadt
- Scheitberg (425 m), südlich von Uhlstedt
- Wittchensteiner Höhe (414,3 m), nordöstlich von Triptis
- Dachsberg (400 m), nördlich von Lausitz
- Leuchtenburg (400,0 m), östlich von Kahla
- namenlos (396,8 m), westlich von St. Gangloff
- Schubertshöhe (383 m), nördlich Langendembach
- Pfalzberg (376,4 m), südlich von Stadtroda
- Käseberg (360 m), nördlich von Eisenberg
- Lessener Höhe (300,7 m), westlich von Lessen

Linkssaalische Berge sind der Culmsen (418 m, westlich von Orlamünde), der Buchberg (409 m, nördlich von Uhlstädt) und der Hohe Berg (402 m, nördlich von Kirchhasel).